# Morse

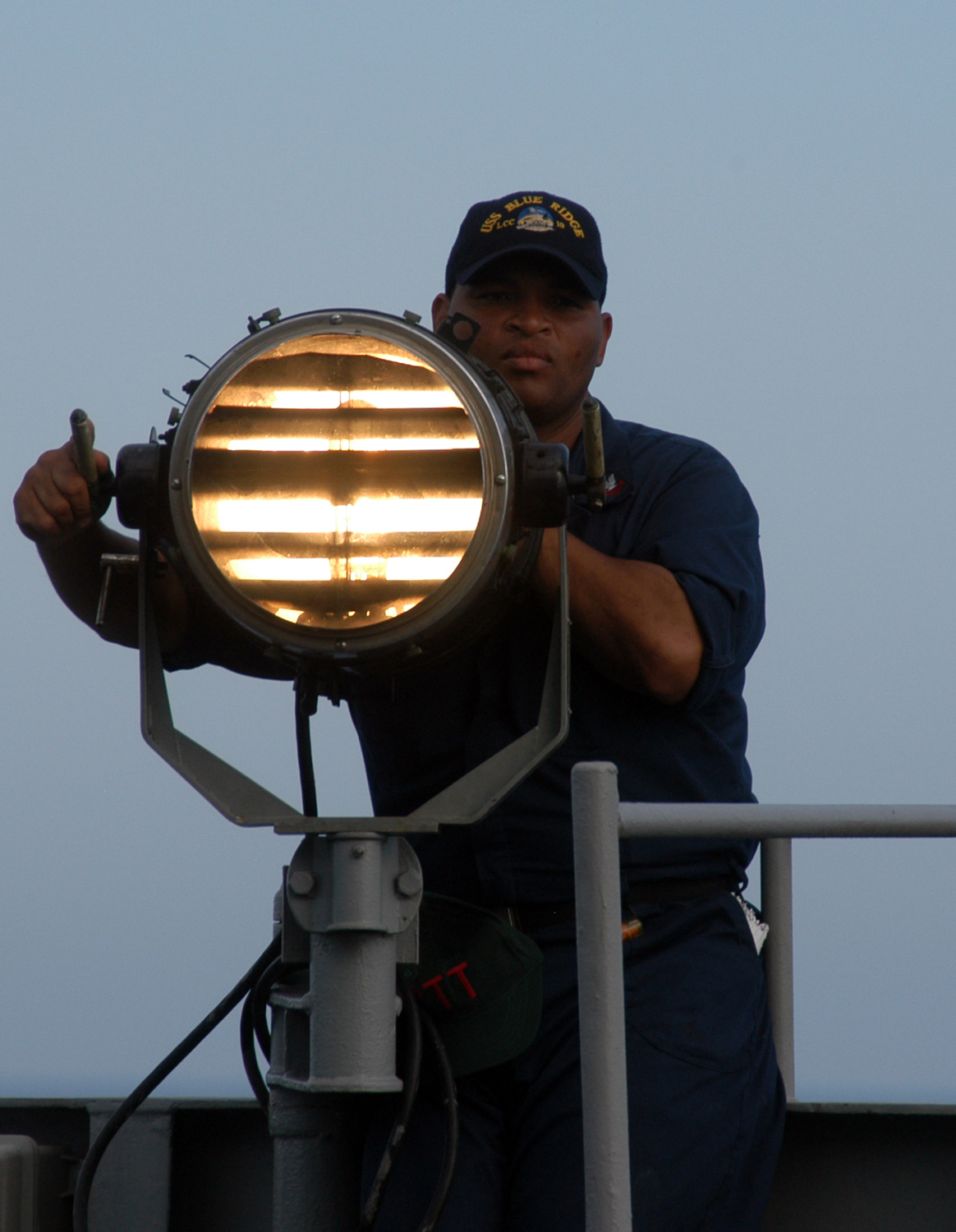
Matroos bedient seinlamp

Morse is een systeem voor het omzetten van letters uit het alfabet, leestekens en cijfers in combinaties van met tussenpozen uitgezonden signalen en omgekeerd, het is een communicatiecode. De code werd in 1835 ontwikkeld door Samuel Morse met het doel deze te gebruiken voor de door hem nieuw uitgevonden techniek van de elektrische telegrafie. Met een elektrische telegraaf kan men lichte elektrische stroomstoten door een kabel sturen die door een ontvangstapparaat worden omgezet in geluidssignalen. Bij bediening van het zendapparaat kan men kiezen uit twee toestanden: sleutel naar beneden (stroom) of sleutel niet bediend (geen stroom) en kan men de tijdsduur bepalen (kort of lang). Morse bedacht een reeks combinaties van stroomstootjes die voor de letters van het alfabet, leestekens en cijfers staan waarbij veelgebruikte letters een korte combinatie kregen.
Uitvinding van de telegrafie in combinatie met de ontwikkeling van internationale standaards voor de codering, betekenden een revolutie in het versturen van informatie over lange afstanden. Er kon relatief veel informatie worden verstuurd, van continent naar continent, met een hoge snelheid. Deze techniek, waarbij gebruik wordt gemaakt van de twee standen aan of uit, wordt algemeen beschouwd als basis voor de latere digitale communicatie en het internet, met de twee mogelijkheden 1 en 0.
De Nederlandse marine en luchtvaart hebben rond het jaar 2000 het morse officieel buiten gebruik gesteld voor radioverbindingen en vervangen door andere communicatiemiddelen. Dit is gebeurd naar aanleiding van de wijziging van voorschriften van de internationale maritieme organisatie SOLAS. De aanwezigheid van morseapparatuur is niet langer vereist. Een financieel voordeel voor de marine en luchtvaartonderneming is, dat men geen marconist meer aan boord hoeft te hebben. Morse wordt nog wel gebruikt binnen de Koninklijke Marine (voor lichtmorsecommunicatie), bij radioamateurs en in het wereldwijde universele noodsignaal SOS.

## Werking

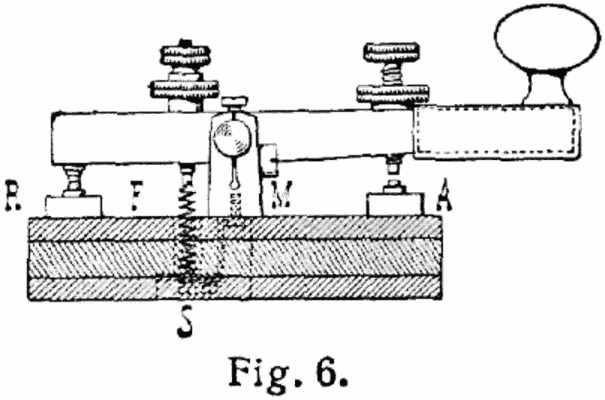
Antieke technische tekening voor een seinsleutel

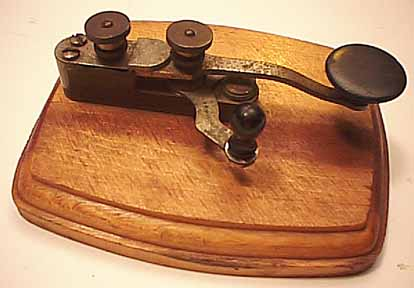
Antieke seinsleutel

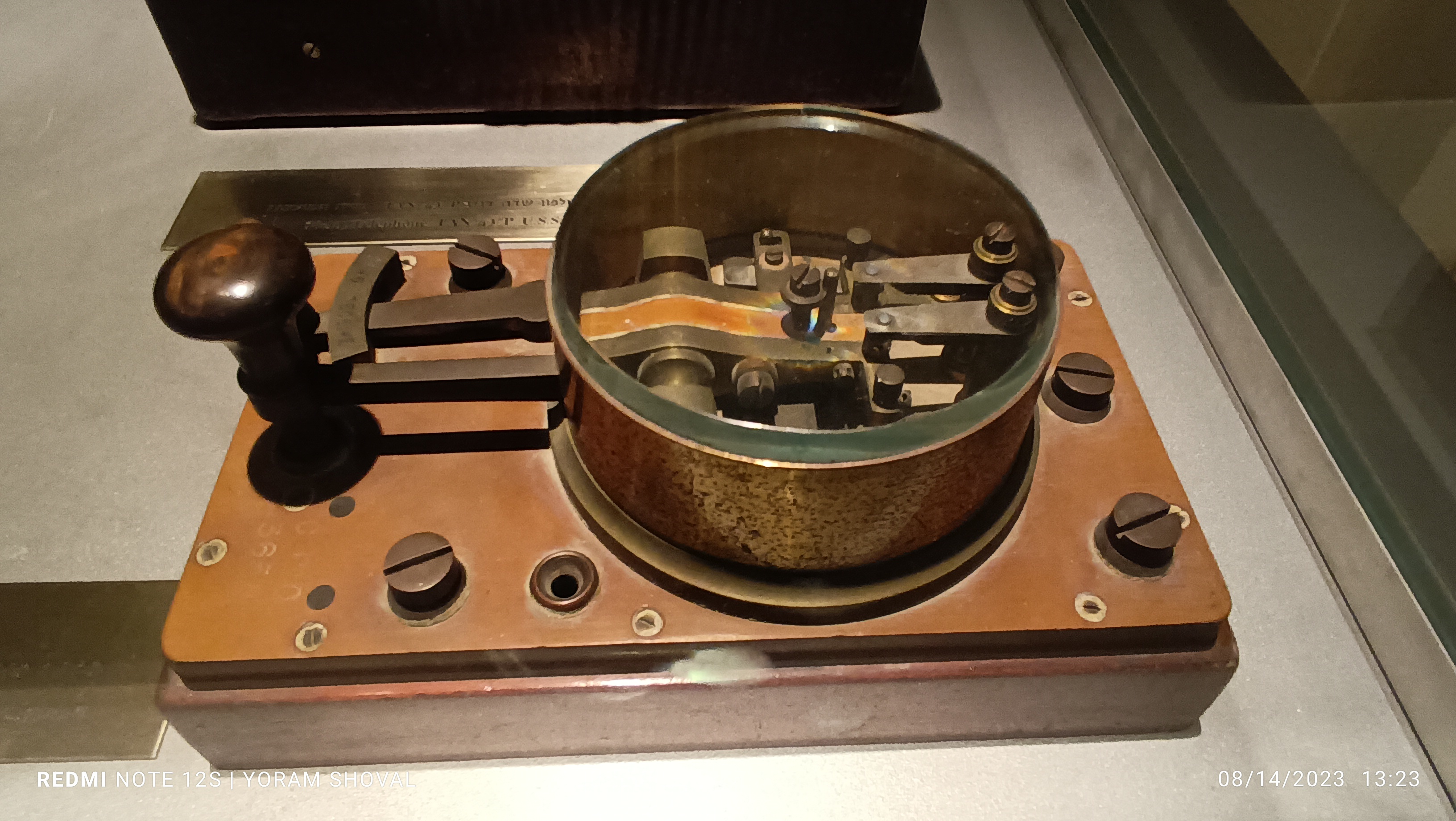
Verbeterde versie

Morsesignalen kunnen op verschillende manieren verzonden worden: als een audiosignaal, een vast radiosignaal dat in- en uitgeschakeld wordt (bekend als continuous wave of CW), een elektrische puls via een telegraafdraad, of als een mechanisch of zichtbaar signaal, zoals een seinlamp.
Er zijn twee soorten morsecodes gebruikt, elk met een verschillende set symbolen. De Amerikaanse morsecode werd oorspronkelijk gebruikt in telegrafische systemen over een telegraafkabel voor langeafstandscommunicatie. Later werd die vervangen door de veelgebruikte internationale morsecode. Een (audio)voorbeeld in internationale morsecode: WIKIPEDIA in morse.
Naast het gewone morse werd ook een uitgebreid commercieel codesysteem ontwikkeld, dat complete zinnen codeerde in groepjes van vijf letters elk. Telegrafisten kregen zo te maken met 'woorden' als BYOXO ("Are you trying to weasel out of our deal?"), LIOUY ("Why do you not answer my question?") en AYYLU ("Not clearly coded, repeat more clearly"). Het doel van deze codes was te besparen op de transmissiekosten. Speciaal voor het radioverkeer werden Q-codes door de CCIR gedefinieerd voor allerlei standaard vragen en antwoorden.
Daarnaast ontstond voor meer informele contacten samentrekkingen, vereenvoudigingen en afkortingen voor veel gebruikte termen. Vele ervan worden nu nog veelvuldig in vooral Engelstalige landen gebruikt en op chatkanalen. Enkele voorbeelden zijn CU (see you), 73 (kind regards), FYI (for your information), 88 (love and kisses), TTYL (talk to you later), ANT (antennae), ham (Radioamateur), TOF (Try Other Foot, bij slecht seinschrift), CUAGN (see you again)....
Radioamateurs gebruiken ook nog altijd de 'Q-code'. Daarnaast is een systeem in gebruik voor service-informatie zoals de kwaliteit van de verbinding: RST (readability, signal and tone quality).
Ook met behulp van portofoons is het mogelijk om berichten in morse te versturen. Hiervoor zit op de portofoon een speciale knop waarmee korte en lange piepjes kunnen worden gegenereerd die naar de andere portofoon worden gestuurd en daarop kunnen worden ontvangen. Op de portofoon is voor het decoderen van de berichten het morsealfabet afgebeeld.

## De internationale morsecode

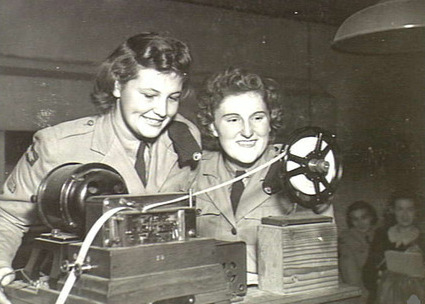
Training in Melbourne om morse te leren lezen, 1938

De internationale morsecode is nog altijd in gebruik. Doordat de code alleen afhankelijk is van een vast ongemoduleerd radiosignaal, is er minder apparatuur nodig om morse te verzenden en te ontvangen dan met andere vormen van radiocommunicatie en kan morse gebruikt worden in situaties met een slechte signaal-ruisverhouding; morse vereist bovendien heel weinig bandbreedte. Bepaalde gedeelten van het radiospectrum zijn gereserveerd voor de overdracht van morsesignalen, bijvoorbeeld voor de scheepvaart tussen 405 en 535 kHz met een noodfrequentie op 500 kHz.
Timing en codering:
Morse kent twee symbolen: punten en streepjes, ofwel dits en dahs. De lengte van de 'dits' bepaalt de snelheid waarmee de boodschap wordt verzonden en wordt als 'eenheid' gebruikt. De snelheid van morsecode wordt uitgedrukt in woorden per minuut (wpm) en geeft aan hoe vaak het standaardwoord PARIS in één minuut gezonden kan worden.
Hieronder volgt een illustratie van de afgesproken timing van de symbolen. De bedoeling daarvan is om de precieze onderlinge tijdsduur van de symbolen aan te geven. Normaal gesproken zou het voorbeeld ongeveer zó geschreven worden:
```
-- --- ·-· ··· ·    /    -·-· --- -·· ·
M   O   R   S  E (spatie)  C   O   D  E 
Beluisteren
```

waarbij - = dah en . = dit.
Hier volgt de afgesproken timing voor dezelfde boodschap, waarbij een is-teken wil zeggen: 'signaal aan' en een komma: 'signaal uit', elk met dezelfde lengte als een  dit.
```
===,===,,,===,===,===,,,=,===,=,,,=,=,=,,,=,,,,,,,===,=,===,=,,,===,===,===,,,===,=,=,,,=
   ^               ^    ^       ^             ^
   |              dah  dit      |             |
symboolspatie              letterspatie   woordspatie
```

Een dah is volgens de afspraken drie keer zo lang als een dit. Spaties tussen dits en dahs binnen een lettercode hebben de lengte van één dit, spaties tussen letters in een woord hebben de lengte van drie dits (één dah), en spaties tussen woorden zijn zeven dits lang.
Mensen die met morse vertrouwd zijn schrijven en spreken het als volgt uit:
```
-- --- .-. ... . / -.-. --- -.. .
```

```
DahDah DahDahDah DiDahDit DiDiDit Dit, DahDiDahDit DahDahDah DahDiDit Dit
```

## Het morsealfabet
De schema's hieronder, bedacht door Morses collega Alfred Vail, bevatten het alfabet, de cijfers, en enkele andere veel gebruikte tekens in morse:
Letters, cijfers en leestekens
| Letter | Morse   |
| ------ | ------- |
| A      | · —     |
| B      | — · · · |
| C      | — · — · |
| D      | — · ·   |
| E      | ·       |
| F      | · · — · |
| G      | — — ·   |
| H      | · · · · |
| I      | · ·     |
| J      | · — — — |
| K      | — · —   |
| L      | · — · · |
| M      | — —     |

| Letter | Morse   |
| ------ | ------- |
| N      | — ·     |
| O      | — — —   |
| P      | · — — · |
| Q      | — — · — |
| R      | · — ·   |
| S      | · · ·   |
| T      | —       |
| U      | · · —   |
| V      | · · · — |
| W      | · — —   |
| X      | — · · — |
| Y      | — · — — |
| Z      | — — · · |

| Cijfer | Morse     |
| ------ | --------- |
| 0      | — — — — — |
| 1      | · — — — — |
| 2      | · · — — — |
| 3      | · · · — — |
| 4      | · · · · — |
| 5      | · · · · · |
| 6      | — · · · · |
| 7      | — — · · · |
| 8      | — — — · · |
| 9      | — — — — · |

| Teken | Teken         | Morse       |
| ----- | ------------- | ----------- |
| .     | punt          | · — · — · — |
| ,     | komma         | — — · · — — |
| ?     | vraagteken    | · · — — · · |
| !     | uitroepteken  | — · — · — — |
| -     | koppelteken   | — · · · · — |
| ×     | maalteken     | — · · —     |
| /     | breukstreep   | — · · — ·   |
| :     | dubbelepunt   | — — — · · · |
| '     | apostrof      | · — — — — · |
| -     | minteken      | — · · · · — |
| )     | sluithaakje   | — · — — · — |
| ;     | puntkomma     | — · — · —   |
| (     | haakje openen | — · — — ·   |
| =     | gelijkteken   | — · · · —   |
| @     | apenstaartje  | · — — · — · |
| &     | ampersand     | · – · · ·   |

Aanvullende codes die per land of per taal kunnen verschillen
| Teken | Morse     |
| ----- | --------- |
| à/å   | · — — · — |
| ä/æ   | · — · —   |
| ç     | — · — · · |
| ch    | — — — —   |

| Teken | Morse     |
| ----- | --------- |
| é     | · · — · · |
| è     | · — · · — |
| ñ     | — — · — — |
| ö/ø   | — — — ·   |

| Teken | Morse       |
| ----- | ----------- |
| ü     | · · — —     |
| "     | · — · · — · |
| '     | · — — — — · |
| !     | — · — · — — |

Andere tekens
| Teken | Morse             |
| --- | ----------------- |
| KA ook ;, beginteken | — · — · —         |
| KN ook (, uitnodiging voor één tegenstation | — · — — ·         |
| BT ook =, scheiding tussen delen van een uitzending | — · · · —         |
| AR, sluitteken, einde van een (deel)boodschap 1 | · — · — ·         |
| SK, eindteken,(Silent Key) einde van het contact 2 | · · · — · —       |
| AS, wachtteken | · — · · ·         |
| VE, begrepen | · · · — ·         |
| vergissing 3 | · · · · · · · ·   |
| SOS, zie: SOS (noodsignaal) | · · · — — — · · · |
| 1. Wordt door sommige morsetrainingsprogrammatuur weergegeven als + 2. Wordt door sommige morsetrainingsprogrammatuur weergegeven als @ 3. Een vergissing bestaat uit minimaal zeven punten, meer mag ook. Tussen zeven en tien punten is gebruikelijk. |                   |

### Dichotomische tabel
Met de onderstaande tabel kunnen de meest gangbare morsecodes snel worden herleid tot de bijbehorende letter. Vooral handig bij het 'ontsleutelen'.
| E {\displaystyle \cdot } | E {\displaystyle \cdot } | E {\displaystyle \cdot } | E {\displaystyle \cdot } | E {\displaystyle \cdot } | E {\displaystyle \cdot } | E {\displaystyle \cdot } | E {\displaystyle \cdot } | E {\displaystyle \cdot } | E {\displaystyle \cdot } | E {\displaystyle \cdot } | E {\displaystyle \cdot } | E {\displaystyle \cdot } | E {\displaystyle \cdot } | E {\displaystyle \cdot } | E {\displaystyle \cdot } | T –                      | T –                      | T –                      | T –                      | T –                      | T –                      | T –                            | T –                      | T –                      | T –                      | T –                      | T –                      | T –                      | T –                    | T –                      | T – |
| I {\displaystyle \cdot } | I {\displaystyle \cdot } | I {\displaystyle \cdot } | I {\displaystyle \cdot } | I {\displaystyle \cdot } | I {\displaystyle \cdot } | I {\displaystyle \cdot } | I {\displaystyle \cdot } | A –                      | A –                      | A –                      | A –                      | A –                      | A –                      | A –                      | A –                      | N {\displaystyle \cdot } | N {\displaystyle \cdot } | N {\displaystyle \cdot } | N {\displaystyle \cdot } | N {\displaystyle \cdot } | N {\displaystyle \cdot } | N {\displaystyle \cdot }       | N {\displaystyle \cdot } | M –                      | M –                      | M –                      | M –                      | M –                      | M –                    | M –                      | M – |
| S {\displaystyle \cdot } | S {\displaystyle \cdot } | S {\displaystyle \cdot } | S {\displaystyle \cdot } | U –                      | U –                      | U –                      | U –                      | R {\displaystyle \cdot } | R {\displaystyle \cdot } | R {\displaystyle \cdot } | R {\displaystyle \cdot } | W –                      | W –                      | W –                      | W –                      | D {\displaystyle \cdot } | D {\displaystyle \cdot } | D {\displaystyle \cdot } | D {\displaystyle \cdot } | K –                      | K –                      | K –                            | K –                      | G {\displaystyle \cdot } | G {\displaystyle \cdot } | G {\displaystyle \cdot } | G {\displaystyle \cdot } | O –                      | O –                    | O –                      | O – |
| H {\displaystyle \cdot } | H {\displaystyle \cdot } | V –                      | V –                      | F {\displaystyle \cdot } | F {\displaystyle \cdot } | –                        | –                        | L {\displaystyle \cdot } | L {\displaystyle \cdot } | –                        | –                        | P {\displaystyle \cdot } | P {\displaystyle \cdot } | J –                      | J –                      | B {\displaystyle \cdot } | B {\displaystyle \cdot } | X –                      | X –                      | C {\displaystyle \cdot } | C {\displaystyle \cdot } | Y –                            | Y –                      | Z {\displaystyle \cdot } | Z {\displaystyle \cdot } | Q –                      | Q –                      | {\displaystyle \cdot }   | {\displaystyle \cdot } | –                        | –   |
| 5 {\displaystyle \cdot } | 4 –                      | VE                       | 3 –                      |                          |                          |                          | 2 –                      | AS                       |                          | AR                       |                          |                          |                          |                          | 1 –                      | 6 {\displaystyle \cdot } | BT                       | / {\displaystyle \cdot } |                          |                          | KA                       | KN of ( {\displaystyle \cdot } |                          | 7 {\displaystyle \cdot } |                          |                          |                          | 8 {\displaystyle \cdot } |                        | 9 {\displaystyle \cdot } | 0 – |

### Ezelsbruggetjes
| T, M, O    | strepen                      |
| E, I, S, H | punten                       |
| A, U, V    | punten gevolgd door 1 streep |
| N, D, B    | 1 streep gevolgd door punten |

Voor het Nederlands bestaat het volgende ezelsbruggetje (met diverse varianten), waarbij elke lettergreep die de letter O bevat, met een — correspondeert, en elke lettergreep zonder O met een punt correspondeert:
| a | a-toom          | . -     |
| b | bok-ke-wa-gen   | - . . . |
| c | co-ca-co-la     | - . - . |
| d | dom-me-rik      | - . .   |
| e | eend            | .       |
| f | feest-ge-no-ten | . . - . |
| g | groot-moe-der   | - - .   |
| h | hi-ma-la-ya     | . . . . |
| i | inkt-vis        | . .     |

| j | ja o zo mooi       | . - - - |
| k | kroe-gen-tocht     | - . -   |
| l | li-mo-na-de        | . - . . |
| m | mo-tor             | - -     |
| n | noor-den           | - .     |
| o | oor-logs-vloot     | - - -   |
| p | per mo-tor-fiets   | . - - . |
| q | quols-dorp in nood | - - . - |
| r | re-vol-ver         | . - .   |

| s | sein-sleu-tel      | . . .   |
| t | toon               | -       |
| u | u-ni-form          | . . -   |
| v | va-kan-tie-oord    | . . . - |
| w | wind-mo-tor        | . - -   |
| x | zon-der tref-woord | - . . - |
| y | yor-ker-noord-kop  | - . - - |
| z | zoek-op-dracht-jes | - - . . |

## SOS
SOS, met als ezelsbruggetje Save Our Souls, is een internationaal universeel noodsignaal, bestaand uit de combinaties driemaal kort, driemaal lang, driemaal kort (didididahdahdahdididit). Op een internationale conferentie in Berlijn in 1906 werd door de deelnemers afgesproken deze code wereldwijd te gaan gebruiken als signaal voor een verzoek om hulp. Het ging niet om de letters SOS maar om de seincombinatie die eenvoudig te leren en te onthouden was. Voor personen en groepen in nood zonder telegrafie-apparatuur kan deze combinatie worden gebruikt door bijvoorbeeld te kloppen of met een zaklantaarn signalen af te geven.
Bij het professionele gebruik van morse heeft er een ontwikkeling plaatsgevonden: in het begin, vlak na ontwikkeling van het systeem, seinde de seiner de combinaties voor de letters apart, vervolgens kwamen er automaten die "SOSOSOSO..." uitzonden. Later is dit met het gebruik van nieuwere apparatuur weer veranderd en bestaat het SOS-signaal niet langer uit drie symbolen. De correcte manier van verzenden is in een enkel morsesymbool, dus niet als drie letters met pauze ertussen. Het is het enige morseteken dat negen elementen bevat.

## Trivia

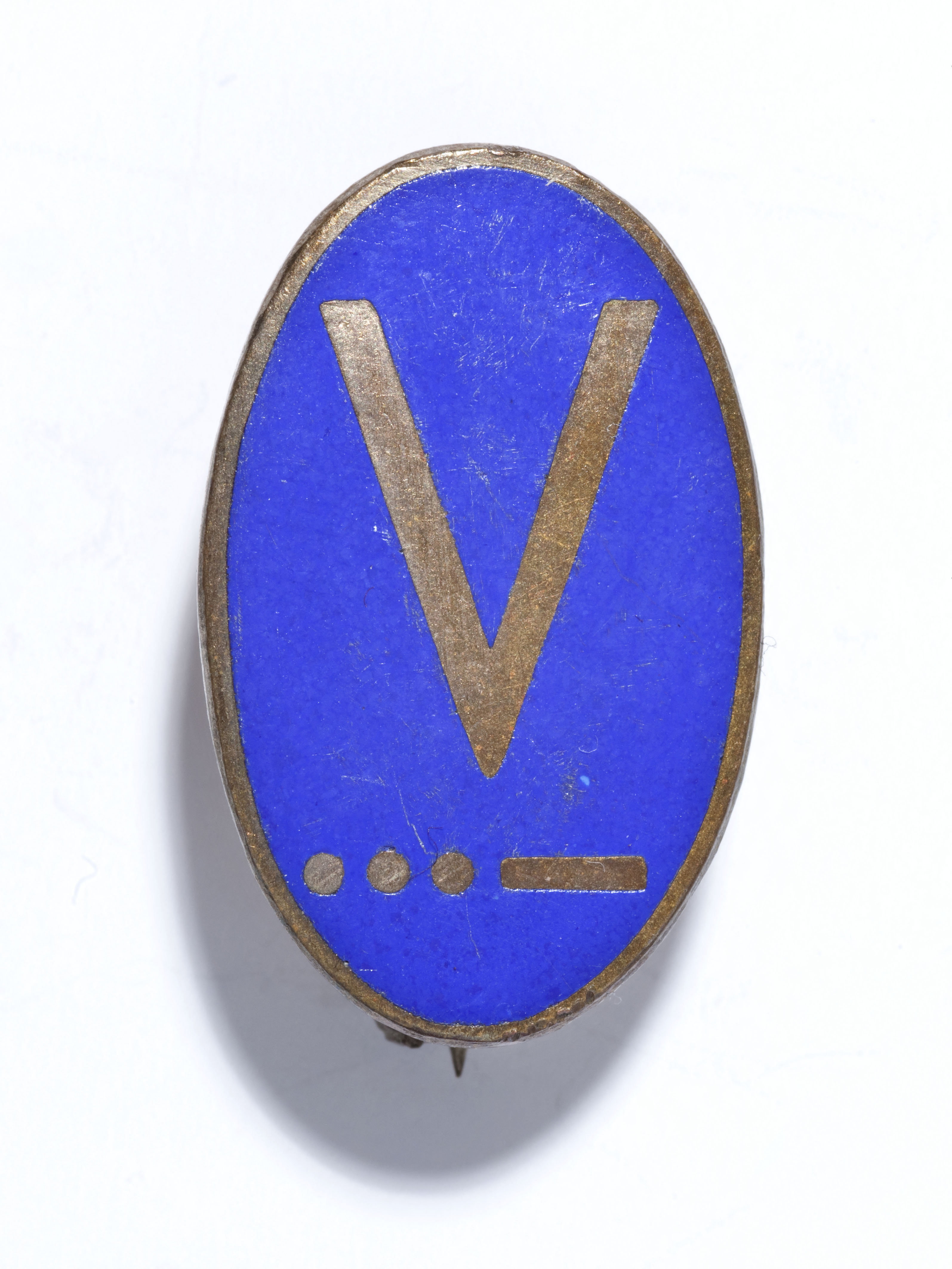
Insigne uit Tweede Wereldoorlog met de letter V voor victory en de morsecode

- Als code voor de letter V koos Morse de combinatie didididah. Dit ritme gebruikte de Duitse klassieke componist Ludwig van Beethoven in 1808 in zijn vijfde symfonie, waarbij V het Romeinse cijfer vijf is. Het is aannemelijk,[bron?] maar niet bewezen, dat de keus van Morse op dit beroemde intro is gebaseerd.
- Tijdens de Tweede Wereldoorlog stond de morsecode kort-kort-kort-lang voor de letter V, voor Victory. Er bestonden insignes; radio-uitzendingen van de Britse BBC begonnen met de code gespeeld op een trommel.
- In de Britse populaire televisieserie Inspector Morse begint de muziek van de serie, gecomponeerd door Barrington Pheloung, met een motief dat gebaseerd is op de morsecode voor M.O.R.S.E. (-- --- ·-· ··· ·).